# Carl Spira
Carl Otto Spira (född Andersson), född 5 april 1889 i Eringsboda, Blekinge, död 1962, var en svensk-amerikansk missionär verksam i Kina.

## Biografi
Carl Spira emigrerade 1909 till USA. Han var son till Nils Andersson och Cecilia Olsdotter. Han gifte sig med Anna Virgina Rosenius (1877-1934) och de fick två döttrar, Stina och Bojan, som båda föddes i Kina. Efter Annas död 1934 gifte han om sig med Ruth Pauline Westin.
Etnografiska museet i Stockholm har i sina samlingar 55 föremål från Kina förvärvade från Carl Spira. 1940 skänkte han 50 föremål, de flesta från Cheng-ting-fu i provinsen Hopei; gudabilder, målningar, s. k. knivmynt, broderier, samt ett större antal dekorativa skriftrullar (kalligrafi). Samma år deponerade han ett stort kinesiskt rökelsekar av brons. 1949 skänkte han en bronsvas, två målningar samt en trätavla med inskriptioner.

1940.04.0034. Mi-lo-fo (den skrattande Buddhan), träfigur, ur Etnografiska museets samlingar.